# Ратиани, Прокофий Константинович
Прокофий Константинович Ратиани (Ратишвили) (груз. პროკოფი რატიანი, 7 марта 1914, Ргани, Имеретия — 1987) — грузинский советский критик, историк, доктор исторических наук (1963), профессор (1964). Заслуженный деятель науки Грузинской ССР (1974).

## Биография
В 1938 году окончил Тбилисский государственный университет. С 1949 года был директором Абхазского НИИ языка и истории. В 1957—1958 годах был редактором газеты «Коммунист». С 1953 по 1957 год возглавлял отдел новой истории Института истории, археологии и этнографии, с 1961 года — отдел истории историографии и общественного мнения.
Доктор исторических наук (1962), тема диссертации «Из истории революционной деятельности грузинских шестидесятников : по новым архивным материалам»
Жил в Тбилиси, улица Тельмана (ныне — Георгия Цабадзе), 7.